# Les Félins
Les Félins (Engels: Joy House) is een Franse dramafilm uit 1964 onder regie van René Clément. De film werd destijds uitgebracht onder de titel Kooi der liefde.

## Verhaal
Marc wordt achtervolgd door de handlangers van een Amerikaanse misdadiger, omdat hij zijn vrouw heeft verleid. Hij verschuilt zich in het huis van een rijke weduwe. Haar nicht Melinda neemt hem als chauffeur in dienst. Marc begint langzaamaan te beseffen dat hij in de val is gelopen.

## Rolverdeling
| Acteur         | Personage     |
| -------------- | ------------- |
| Jane Fonda     | Melinda       |
| Alain Delon    | Marc          |
| Lola Albright  | Barbara       |
| Sorrell Booke  | Harry         |
| Carl Studer    | Loftus        |
| André Oumansky | Vincent       |
| Arthur Howard  | Vader Nielson |